# Wladimir Stanislawowitsch Milow

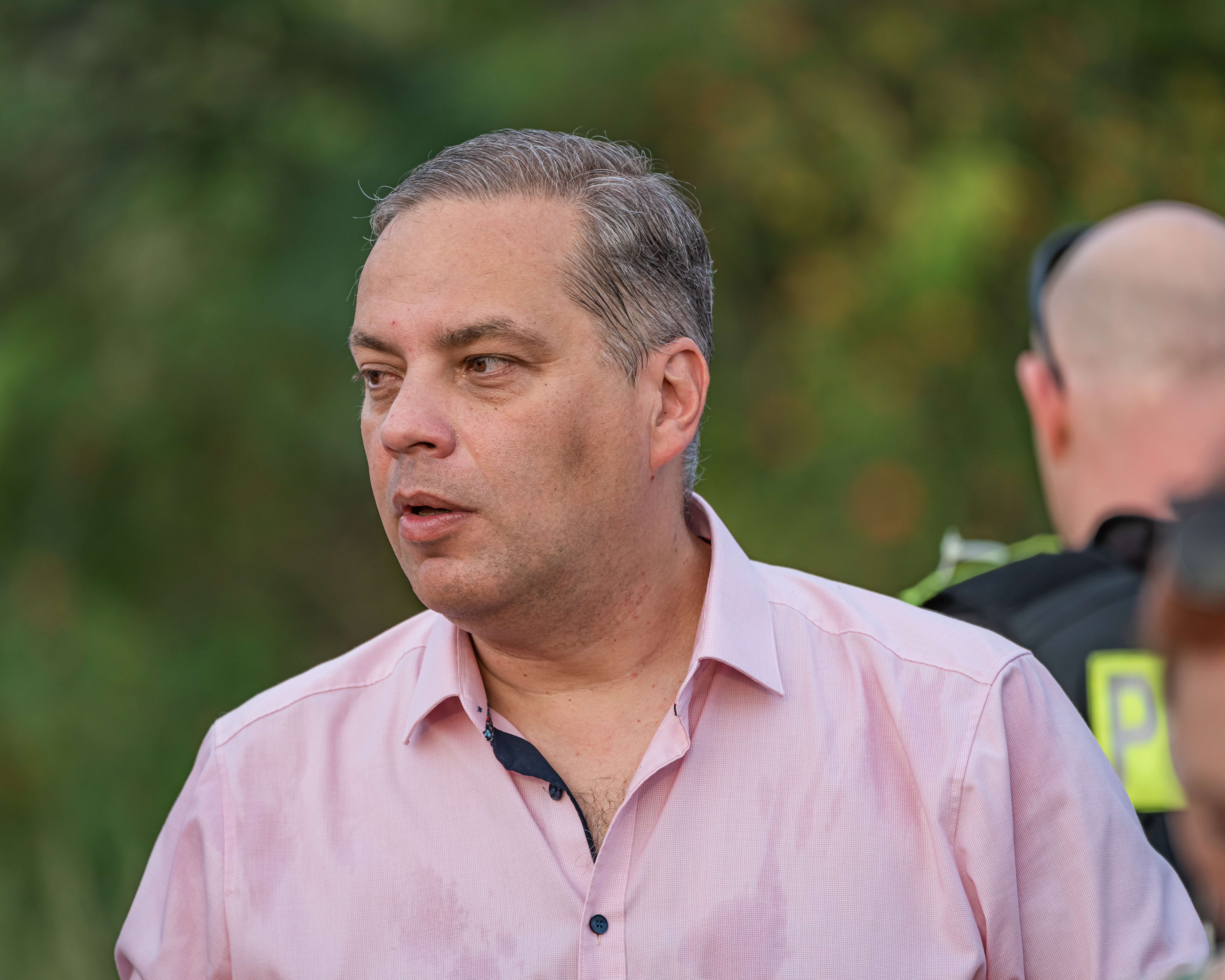
Wladimir Milow, 2024

Wladimir Stanislawowitsch Milow (russisch Влади́мир Станисла́вович Мило́в; geboren am 18. Juni 1972 in Kemerowo) ist ein russischer Ökonom und Oppositionspolitiker.
Er lebt seit April 2021 im Exil.

## Leben
Milow studierte an der Moskauer Staatlichen Bergbauuniversität (Московский государственный горный университет) und schloss sein Studium 1994 ab.

### Vertreter des Establishments
Ab 1997 arbeitete er für die Föderale Energie-Kommission Russlands, die russische Regulierungsbehörde für Rohstoffmonopole, und übernahm zwei Jahre später den Vorsitz von dessen Strategieabteilung. Im Jahr 2001 leitete er ein Expertenteam des Zentrums für strategische Forschung, eines regierungsnahen Think Tanks. Im Dezember 2001 wurde er zum Berater des Energieministers ernannt, im Mai 2002 zu dessen Stellvertreter. Im Oktober 2002 erklärte er seinen Rücktritt.
Im November 2002 gründete er das Institut für strategische Entwicklung in den Bereichen Treibstoff und Energie, welches ab 2003 den Namen Institut für Energiepolitik trug. Er war Vorsitzender dieser Einrichtung und publizierte eine Reihe von Analysen und Konzepten zur Energiepolitik und zur Entwicklung der Infrastruktur. Das Institut errang rasch hohes Ansehen und zählte um 2005 zu den am häufigsten zitierten ökonomischen Einrichtungen Russlands. Der reformatorische Impetus und die Vorschläge für Gesetzgebung betrafen mehrere Sektoren des für Russland so bedeutenden Rohstoff- und Energiebereichs – beispielsweise Gasgewinnung, Stromversorgung, Gütertransport, Regulierung und Besteuerung des Sektors sowie eine grundlegende Umgestaltung des Monopolbetriebs Gazprom. Dieses Reformpapier wurde abgelehnt und zu den Akten gelegt – von Putin persönlich, der, so Milow im Jahre 2006, „die operativen Details [der Gazprom] für einen Politiker seines Ranges erstaunlich genau“ kenne.

### Wandel zum Regimekritiker

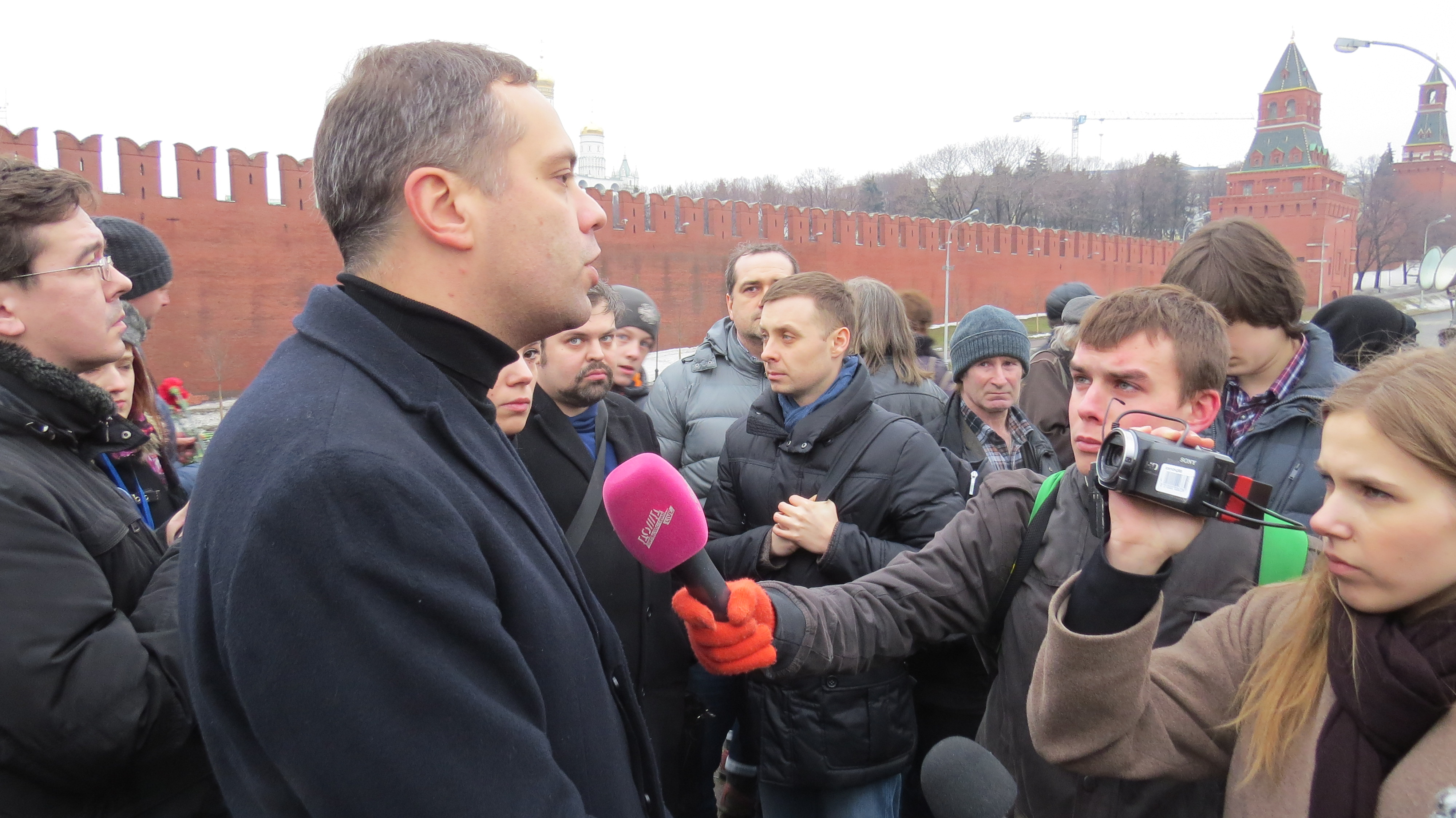
Wladimir Milow an jener Stelle, an welcher Boris Nemzow ermordet wurde, 28. Februar 2015

2008 wurde Dmitri Medwedew formell Präsident, Putin übernahm übergangsweise das Amt des Premierministers. Milow wechselte die Seiten und wurde – aus Kenntnis des Regimes und der handelnden Personen, angesichts der Autokratie und des Reformunwillens – zu einem Kritiker Putins und seiner Machenschaften. Gemeinsam mit Boris Nemzow veröffentlichte Milow eine Informationsbroschüre zu „Putin und Gazprom“ und deckte auf, wie während Putins zweiter Amtszeit rund 60 Milliarden Dollar aus dem Gazprom-Vermögen veruntreut worden waren. Die Brüder Arkadi und Boris Rotenberg sowie Gennadi Timtschenko hatten überteuerte Pipelines errichtet, Juri Kowaltschuk sich Unternehmensvermögen und Medienbeteiligungen angeeignet. Im Dezember 2008 zählte Milow zu den Mitgründern der Oppositionsbewegung Solidarnost, 2009 beteiligte er sich an den Bemühungen zur Freilassung von Michail Chodorkowski und Platon Lebedew. Auch im Aufbau  der Koalition Für Russland ohne Gesetzlosigkeit und ohne Korruption war er engagiert. Milows Expertise waren nunmehr auch im Ausland anerkannt. „Gasprom und die Staatsmacht haben das russische Erdgas in den vergangenen Jahren ganz bewusst zu einem Instrument der Außenpolitik gemacht“, war Anfang 2009 als Zitat Milows in der F.A.Z. zu lesen. Das Institut für Energiepolitik stellte um 2010 seine Tätigkeit ein.
Von Mai 2012 bis Dezember 2015 war Milow Vorsitzender der Oppositionspartei Demokratische Wahl. Die Ermordung seines Freundes und Mitstreiters Boris Nemzow auf offener Straße in Moskau im Februar 2015 stellte eine Zäsur dar. Im Folgejahr entschloss er sich zur Unterstützung von Alexei Nawalny und dessen Präsidentschaftskandidatur. Im Februar 2017 zählte er – neben Michail Kassjanow und Ilja Jaschin – zu den prominenten Teilnehmern des Gedenkmarsches für Boris Nemzow. Er gab Putin die Schuld am Mord und konstatierte: „Nemzow verkörperte den Geist des freien Russlands. Er war auch die Schlüsselstimme gegen den Krieg, den Putin begonnen hat“ – bezugnehmend auf den ersten Russischen Überfall auf die Ukraine. Im Dezember 2017 wurde Nawalnys Grundsatzpapier veröffentlicht, Milow zeichnete als einer der Co-Autoren. Eine eigene Kandidatur für die Moskauer Stadtduma (und die anderer regimekritischer Kandidaten) scheiterte daran, dass eine Reihe von Unterstützungserklärungen von den Behörden als ungültig gewertet wurde – Milow wurde nicht zur Wahl zugelassen, ebenso Ilja Jaschin, Iwan Schdanow und Ljubow Sobol. Daraufhin kam es im Sommer 2019 zu Protesten in Moskau.
Im Oktober 2019 startete Milow auf YouTube einen wöchentlichen Kommentar zu internationaler Politik, der Titel lautete Hugs With Dictators [Diktatoren umarmen]. Im Januar 2020 befasst er sich mit der Thematik „Warum Russland scheitert“, bezugnehmend auf das Standardwerk von Acemoğlu  und Robinson. Ab September 2020 entstand eine Reihe von Sendungen zur Frage „Wie die UdSSR auseinanderfiel“. Er bezieht regelmäßig Stellung zu aktuellen Fragen in englischsprachigen Medien. Im April 2021, inmitten der Verfolgunsgakte gegen Nawalny und dessen Organisation, flüchtete er in den Westen.

### „Dritte Front“
Im Mai 2022 trat er bei einer Veranstaltung des Austria Instituts für Europa- und Sicherheitspolitik (AIES) in Wien auf und forderte den Aufbau einer „dritten Front“ gegen das Putin-Regime: „Was wir derzeit erleben, ist nicht nur ein Krieg zwischen Russland und der Ukraine. Es ist der Versuch Wladimir Putins, die Weltordnung zu ändern.“ Neben der militärischen Verteidigung der Ukraine und den weltweiten Sanktionen gegen Russland müsse dringend die russische Opposition als dritte Front gegen den Angriffskrieg Putins in Stellung gebracht werden. Aufgrund der gezielten Desinformationskampagnen des Kreml sei der russischen Bevölkerung nicht bekannt und nicht bewusst, was in der Ukraine vor sich ginge. Als probates Mittel gegen das staatlich kontrollierte Fernsehen nannte er den zunehmenden Rang sozialer Medien. All jenen, die Friedensverhandlungen mit dem russischen Regime befürworten, erteilte er eine klare Absage. Jegliche Anerkennung russischer Territorialgewinne wäre zynisch und kontraproduktiv, sie würde Putin in seinem Bestreben nur bestätigen.
Milow sieht im Westbalkan das nächste Ziel Putins.
Er ist verheiratet und hat ein Kind.